# De schat te Muiden
De schat te Muiden is een van de titels die gegeven wordt aan een sage die gelokaliseerd wordt in Muiden.

## Het verhaal
In 1810 is Nederland ingelijfd bij het Franse rijk en de ambtenaren worden talrijker en de jongemannen moeten in het Franse leger dienen. In Muiden is een Duitse professor in de "philosophia occulta" en hij komt in gesprek met een aantal gasten. Ze bespreken de mislukte inval van de Engelsen op Walcheren in het vorige jaar en de slechte financiële vooruitzichten. Dan vertelt professor Von Slenderhenk dat er op de Papenlaan een schat in de grond is verborgen. De professor heeft zeven jaren in Krakau gestudeerd; sterrenwichelarij, duivelbezwering en alchemie. Met zijn hazelaar-wichelroede kan hij de plek aanwijzen, hij heeft wel een zakje met dertig dukaten nodig. Geld trekt geld aan. De Muidenaar wil de professor een zakje geld geven, maar de man neemt dit niet aan. Er wordt een paard gehaald met een lantaarn aan de hals en een kluwen touw en de mannen gaan op weg. De professor vraagt het zakje dukaten om er een bezweringsformule in te stoppen en steekt de hazelaar in de grond. Hij bindt er het touw aan vast en gaat weer op het paard zitten, de mannen moeten gaan graven op de plek waar het zakje heen getrokken wordt. Hij rijdt weg en de mannen wachten een lange tijd, maar er gebeurt niks. De hazelaar en geldbuidel bewegen niet en de mannen beseffen dat het paard gestolen is. Dan openen ze het zakje dukaten en er zit een briefje met wat duiten in, de moor blijft zwart en de zot blijft dom.